# Ethniki Odos 84
Die Ethniki Odos 84 (griechisch Εθνική Οδός 84 ‚Nationalstraße 84‘) ist eine kurze Straßenverbindung in Griechenland. Sie verläuft von Sparta, wo sie von der Ethniki Odos 82 abzweigt, über eine Länge von 5 km nach Mystras (Μυστράς) mit seiner UNESCO-Weltkulturerbestätte.